# Luci allo xeno
Luci allo xeno è un singolo del cantautore italiano Sangiovanni, pubblicato il 9 aprile 2025.

## Descrizione
Il brano, scritto dallo stesso cantautore con Alessandro La Cava, è prodotto da Stefano Tognini, in arte Zef, e Davide Grigolo, in arte Zazu, e ha segnato il ritorno del cantautore sulla scena musicale dopo un anno di pausa dalla sua partecipazione al Festival di Sanremo 2024.

## Promozione
Il brano è stato presentato in anteprima dal cantautore stesso il 2 aprile 2025 durante la live session del suo concerto gratuito a Roma per festeggiare il suo ritorno dopo un anno di pausa, e il giorno seguente è stato annunciato come singolo. Pochi giorni dopo, il 6 aprile, il cantautore ha eseguito il brano in anteprima nel corso della ventiquattresima puntata della ventiduesima edizione del programma Che tempo che fa, in onda su Nove con la conduzione di Fabio Fazio. Il 12 aprile il cantautore ha eseguito il brano nel corso della quarta puntata del serale della ventiquattresima edizione del talent show Amici di Maria De Filippi.

## Video musicale
Il video musicale, diretto da Francesco Mastroleo, è stato pubblicato in concomitanza all'uscita del brano attraverso il canale YouTube del cantautore.

## Tracce
Testi di Giovanni Pietro Damian e Alessandro La Cava, musiche di Stefano Tognini e Davide Grigolo.
1. Luci allo xeno – 2:53